# Lucius Cornelius Balbus Minor
Pour les articles homonymes, voir Cornelius Balbus.
Lucius Cornelius Balbus Minor, né à Merida, neveu de Lucius Cornelius Balbus, obtint la citoyenneté en même temps que son oncle, et fut aussi un partisan de Jules César.
En 48 av. J.-C., lors de la guerre civile entre César et Pompée, au siège de Dyrrachium, il s'introduit dans le camp des pompéiens et tente en vain de circonvenir Cornelius Lentulus, le consul de l'année précédente et celui qui avait facilité son acquisition de la citoyenneté romaine.
En 21 av. J.-C., il est nommé par le Sénat de Rome proconsul de la province d'Africa Vetus (La Tunisie et l'est de l'Algérie aujourd'hui). Pour éloigner le danger que faisait peser les tribus libyques nomades du nord du Sahara sur les provinces africaines de l'Empire, il entreprit deux expéditions en 21 av. J.-C. contre les Garamantes au Fezzan dans l'actuel sud de la Libye et occupa leur capitale Djerma. Grâce à ses victoires, il fut le premier provincial et le dernier simple citoyen à avoir le privilège d'un triomphe à Rome en 19 av. J.-C.. Il fut aussi le premier provincial admis dans le collège des pontifes.